# Fortezza di Gradisca
Die Fortezza di Gradisca, ist eine mittelalterliche Festung in Gradisca d’Isonzo in der italienischen Region Friaul-Julisch Venetien.

## Geschichte
Eine Burg ist an dieser Stelle seit 1176 bekannt und wurde 1473 von den Venezianern befestigt, um den Türkenüberfällen zu widerstehen.
Die Festung blieb bis zum ersten Jahrzehnt des 16. Jahrhunderts in den Händen der Serenissima. Infolge der Ereignisse in Verbindung mit dem Krieg der Liga von Cambrai ging die Fortezza di Gradisca 1511 verloren und wurde kaiserlicher Besitz.